# Egipatska revolucija 2011.
Egipatska revolucija 2011. niz je prosvjeda, demonstracija, marševa, otkazivanja građanske poslušnosti, nereda i sukoba između prosvjednika i policijskih snaga, koja je započela u Egiptu 25. siječnja 2011. godine, na dan koji se obilježava kao praznik policije. Egipatska revolucija dio je događaja znanih kao arapsko proljeće.
Protesti su počeli kao marševi desetaka tisuća ljudi u Kairu, da bi se ubrzo proširili na druge egipatske gradove. Iako su politički motivirane demonstracije bile uobičajene u Egiptu i prethodnih godina, demonstracije s početka 2011. godine odlikuju se masovnošću i činjenicom, da demonstranti potječu iz najrazličitijih socijalnih i vjerskih grupa. Radilo se o najvećim prosvjedima od 1977. godine i tzv. Pobune za kruh, kada je desetine tisuća ljudi prosvjedovalo protiv mjera države, motiviranih pritiscima Svjetske banke i Međunarodnog monetarnog fonda, da se obustavi financiranje prehrane za najsiromašnije slojeve.
Demonstracije i neredi smatraju se dijelom širih događanja i prosvjeda koji su krajem 2010. i početkom 2011. godine zahvatili mnoge države u arapskom svijetu. Protesti su započeli tjedan dana poslije nereda u Tunisu, a mnogi demonstranti nosili su zastave Tunisa kao pokazatelj, da su pod utjecajem ovih događanja. 
Prosvjednici su iskazali svoje nezadovoljstvo u vezi s velikim brojem političkih, socijalnih i ekonomskih pitanja kao što su: policijska brutalnost, korupcija, sputavanje slobode govora, visoka stopa nezaposlenosti, nedostatak slobodnih izbora. Ipak glavni zahtjev bila je ostavka egipatskog predsjednika Hosnija Mubaraka i uspostavljanje novog režima koji bi, prema zahtjevima prosvjednika, odražavao političku volju egipatskog naroda i osigurao građanske slobode i pravnu državu.
U pojedinim gradovima prosvjedi su imali iznimno nasilan karakter, naročito u Suezu, Aleksandriji i Kairu, gdje je bilo više 800 mrtvih i više tisuća ozlijeđenih prosvjednika i policajaca. Prosvjedi su privukli veliki međunarodnu pozornost, a zahtjevi međunarodnih čimbenika uglavnom se mogu svesti na zahtjev, da se politička situacija razriješi mirnim putem. Velike štete pretrpjela je i egipatska ekonomija, jer je u većem broju gradova gospodarski život privremeno gotovo u potpunosti obustavljen, a politička nesigurnost izazvala je i negativne trendove na međunarodnom financijskom tržištu. 
Egipatski predsjednik Mubarak podnio je ostavku 11. veljače 2011. godine i raspisani su demokratski izbori. Situacija se normalizirala i smirila izuzev tragedije na stadionu u Port Saidu 1. veljače 2012. godine.
Na ovim je masovnim događajima zapadni svijet prvi put čuo za jedan nasilni običaj koji je vrlo raširen u arapskim zemljama, koji se događa uglavnom tijekom velikih okupljanja ljudi, poput demonstracija, i kreću se od spolnog uznemiravanja do silovanja. To je taharrush gamea. Na trgu Tahrir skupine muškaraca tijekom u vrijeme rušenja predsjednika Hosnija Mubaraka, pa sve do 2013. seksualno zlostavljale i silovale više žena. U ovom obliku zlostavljanja muškarci prvo okruže jednu ili više žena u krug, pa oni iz unutarnjeg kruga zlostavljaju svoju žrtvu, dok iz vanjskog sprječavaju one koji pokušavaju spasiti zlostavljanu žrtvu.